# Nederlands kampioenschap racketlon
Sinds 2006 vinden jaarlijks de Nederlandse kampioenschappen racketlon plaats. Het toernooi wordt georganiseerd door Racket4s Nederland. Hieronder een lijst met alle Nederlands kampioenen.

## Nederlands kampioenen racketlon
| Jaar | Datum                | Plaats              | Heren            | Dames                   | Heren B           | Dames B                   | Heren C              | Dames C                 | Heren D             | Heren vet (45+)   | Heren vet (55+) | Jongens (-21)     | Meisjes (-16/-19)           | Jongens (-16)  | Jongens (-13) | Bron   |
| ---- | -------------------- | ------------------- | ---------------- | ----------------------- | ----------------- | ------------------------- | -------------------- | ----------------------- | ------------------- | ----------------- | --------------- | ----------------- | --------------------------- | -------------- | ------------- | ------ |
| 2006 | 18 april             | Zoetermeer          | Marcus Hilpert   | Mariëlle van de Woerdt  | -                 | -                         | -                    | -                       | -                   | -                 | -               | -                 | -                           | -              |               |        |
| 2007 | 13-14 april          | Amsterdam           | Jacob de Vries   | Mariëlle van de Woerdt  | Guido Swinkels    | -                         | -                    | -                       | -                   | -                 | -               | -                 | -                           | -              | -             |        |
| 2008 | 2-3 mei              | Houten              | Bart Beks        | Karin Geertsma          | Stephan Patz      | Dinie Ruzius              | Jasper Vijverberg    | -                       | René Geraedts       | Jacob de Vries    | -               | Rico Klaassen Bos | -                           | -              | -             |        |
| 2009 | 30 mei               | Houten              | Bart Beks        | Mariëlle van der Woerdt | Stefan Immerzeel  | Karolien Hoogeveen        | Brain van den Heuvel | Madelon Wegener         | Arthur Heurter      | Martin Monfils    | -               | -                 | -                           | Mike Dullemans | -             |        |
| 2010 | 29 mei               | Houten              | Alwin Krist      | Mariëlle van der Woerdt | Jos Meerman       | Karla van der Bas-Bouwers | Bob Franssen         | -                       | Erik Mulder         | Martin Monfils    | -               | -                 | -                           | Mike Dullemans | -             |        |
| 2011 | 18 juni              | Houten              | Alwin Krist      | Joyce Crouse            | Urbano Farro      | -                         | Wilbert Wenamkers    | -                       | Tom Joosten         | Martin Monfils    | -               | -                 | -                           | Mike Dullemans | Tom Bijen     | [ 1 ]  |
| 2012 | 30 juni              | Houten              | Paul Twisterling | Karin Geertsma          | Wouter Fondse     | -                         | Tymen Reinders       | -                       | Wim Looijen         | -                 | -               | -                 | -                           | -              | -             | [ 2 ]  |
| 2013 | 8 juni               | Houten              | Paul Twisterling | Joyce Farro-Crouse      | Roar Strooper     | -                         | Erik Tuenter         | Laura Smits             | Erik Mulder         | Mark de Rijter    | Steve Rayson    | Maarten Joosten   | -                           | -              | -             | [ 3 ]  |
| 2014 | 15 juni              | Houten              | Paul Twisterling | Karin Geertsma          | Maarten Joosten   | -                         | Waldo van Spijk      | -                       | Thomas Sibbald      | -                 | -               | -                 | -                           | -              | -             | [ 4 ]  |
| 2015 | 13 juni              | Baarn               | Alwin Krist      | Eefje Henkelman         | Waldo van Spijk   | -                         | Marco Louisse        | Kiki Geerdink           | Gerrit Aalten       | Mark de Rijter    | Martin Monfils  | -                 | Anna van der Laan (U16)     | -              | -             | [ 5 ]  |
| 2016 | 18 juni              | Baarn               | Alwin Krist      | Marjoke van Doeland     | Ronald Karsenbarg | Ewelina Walczak           | Alex Terpstra        | -                       | Tom Groot Kormelink | -                 | -               | -                 | Anna van der Laan (U16)     | -              | -             | [ 6 ]  |
| 2017 | 10 juni              | Baarn               | Paul Twisterling | Karin Geertsma          | Ronald Karsenbarg | Magdalena Szyka           | Bobby Abbas          | -                       | Paul van Dongen     | Sjors van Vliet   | -               | -                 | Anna van der Laan (U16)     | -              | -             | [ 7 ]  |
| 2018 | 10 juni              | Alphen aan den Rijn | Alwin Krist      | Miriam Verbeij          | Mark van Beek     | -                         | Alex Terpstra        | Ingeborg Houdijk        | Björn Klaassen Bos  | -                 | -               | -                 | -                           | -              | -             | [ 8 ]  |
| 2019 | 8 juni               | Baarn               | Koen Hageraats   | Karin Geertsma          | Edwin Gutknecht   | -                         | Mees Buytenhuijs     | Annemieke van den Broek | Pim Degen           | -                 | -               | -                 | Britt van Steendelaar (U19) | -              | -             | [ 9 ]  |
| 2020 | 13 juni/ 5 september | Alphen aan den Rijn | Koen Haageraats  | Nienke Veldkamp         | Stan Soels        |                           |                      |                         |                     | Erik Roelofsen    |                 |                   |                             |                |               | [ 11 ] |
| 2023 | 24 juni              | Rotterdam           | Paul Twisterling | Fleur Maas              |                   |                           | Alex Terpstra        |                         |                     | Berthold van Veen |                 |                   |                             |                |               | [ 12 ] |
| 2024 | 19 mei               | Alphen aan den Rijn | Koen Hageraats   | Miriam Verbeij          | -                 | -                         | -                    | -                       | -                   | Mark de Rijter    | -               | -                 | -                           | -              | -             |        |
| 2025 | 29 mei               | Alphen aan den Rijn |                  |                         |                   |                           |                      |                         |                     |                   |                 |                   |                             |                |               |        |

## Nederlands dubbelkampioenen racketlon
| Jaar | Datum       | Plaats              | Herendubbel A                      | Damesdubbel A                       | Mixdubbel A                         | Herendubbel B                         | Damesdubbel B                            | Mixdubbel B                         | Herendubbel C                    | Damesdubbel C                  | Mixdubbel C                             | Bron          |
| ---- | ----------- | ------------------- | ---------------------------------- | ----------------------------------- | ----------------------------------- | ------------------------------------- | ---------------------------------------- | ----------------------------------- | -------------------------------- | ------------------------------ | --------------------------------------- | ------------- |
| 2013 | 28 december | Alphen aan den Rijn | Paul Twisterling/ Stefan Immerzeel | Joyce Farro-Crouse/ Karin Geertsma  | Paul Twisterling/ Karin Geertsma    | Bas von Barnau Sijthoff/ Marcel Bijen | -                                        | -                                   | Tim Geers/ Gerben de Groot       | -                              | -                                       | [ 13 ]        |
| 2014 | 28 december | Alphen aan den Rijn | Alwin Krist/ Onno Quik             | Marjoke Doeland/ Kirsten Kaptein    | Mark de Rijter/ Marjoke van Doeland | Mark van Beek/ David Noya             | -                                        | -                                   | Edwin Gutknecht/ Luc Pigmans     | -                              | -                                       | [ 14 ]        |
| 2015 | 26 juli     | Etten-Leur          | Alwin Krist/ Onno Quik             | Eefje Henkelman/ Sara Houweling     | Onno Quik/ Eefje Henkelman          | -                                     | -                                        | -                                   | Jeroen Baars/ Bram Smit          | -                              | Vassil Stoitsev/ Anouk Dols             | [ 15 ]        |
| 2016 | 29 oktober  | Etten-Leur          | Alwin Krist/ Onno Quik             | Marjoke Doeland/ Kirsten Kaptein    | Onno Quik/ Eefje Henkelman          | Dave Macaré/ Mats van de Seijp        | Marieke van Broekhoven/ Linda van Schilt | Tom Groot Kormelink/ Daisy Wopereis | Martin van Meerkerk/ Huib Rabouw | -                              | -                                       | [ 16 ]        |
| 2017 | 23 december | Etten-Leur          | Martijn Franken/ Simon van Opstal  | Daisy Bommeleyn/ Renee Bosse        | Guus van de Burgt/ Anouk Dols       | -                                     | -                                        | -                                   | Antoine Verdoucq/ Michiel de Vos | Anne de Mayer/ Sharon Stiekema | Marvin Rompis/ Janneke van Nes-Boonstra | [ 17 ]        |
| 2018 | 9 juni      | Baarn               | Reinoud Moens/ Vincent Rooker      | -                                   | Alwin Krist/ Kirsten Kaptein        | Koen Hageraats/ Guidi Weijel          | Harald Hiemstra/ Thye Matulessya         | -                                   | -                                | -                              | -                                       | [ 18 ]        |
| 2019 | 24 augustus | Alphen aan den Rijn | Koen Hageraats/ Guidi Weijel       | Marjoke van Doeland/ Karin Geertsma | Koen Hageraats/ Laura Smits         | Gerben de Groot/Bas Martinot          | -                                        | -                                   | Martin van Meerkerk/ Huib Rabouw | -                              | Alex Terpstra/ Demi Lensselink          | [ 19 ] [ 20 ] |